# نووی بور
نووی بور (به چکی: Nový Bor) یک منطقهٔ مسکونی در جمهوری چک است که در ناحیه تشسکا لیپا واقع شده‌است. نووی بور ۱۱٬۹۹۲ نفر جمعیت دارد.

## خواهرخوانده
شهر پریورنو خواهرخواندهٔ نووی بور هست.